# Clargia
Clargia là một chi bướm đêm thuộc họ Erebidae.